# Pero apapinaria
Pero apapinaria là một loài bướm đêm trong họ Geometridae.